# Cold in Hand
Cold in Hand (titre original : Cold in Hand) est un roman de John Harvey publié en 2008 en Angleterre. Il s'agit du onzième titre de la série consacrée aux enquêtes du personnage de Charles Resnick, inspecteur principal de police d’origine polonaise au commissariat de Nottingham.
La traduction française paraît en 2010 en France dans la collection Rivages/Thriller, puis est rééditée dans la collection poche Rivages/Noir en 2012 avec le numéro 892. 

## Résumé
Lors d’une bagarre entre gangs de Nottingham, une jeune fille est tuée. Lynn Kellog, la compagne et collègue de Charles Resnick, est impliquée dans la fusillade. Le père de la jeune fille l’accuse de s’être servie d’elle pour se protéger. 
Par ailleurs, Lynn Kellog même une enquête sur un meurtre, mais les deux témoins lui font défaut. L’un disparaît, l’autre, menacé, refuse de parler.
Charles Resnick, proche de la retraite, n’apprécie pas les nouvelles méthodes de la police.

## Autour du livre
Cold in Hand est écrit dix ans après Derniers Sacrements.